# Онезький канал
Онезький канал (рос. Онежский канал) — канал, що проходить уздовж південних берегів Онезького озера у Витегорському районі Вологодської області та Подпорозькому районі Ленінградської області, Росія. Було побудовано у 1818—1820 і 1845—1852 у складі Маріїнської водної системи, за для того щоб невеликі річкові судна, могли уникнути плавання Онезьким озером, вельми бурхливим, де багато суден затонуло протягом століть. Канал має 69 км завдовжки і з'єднує річки Витегра на сході і Свір на заході. Має близько 50 м завширшки, і прямує на відстані від 10 м до 2 км від берегів озера. У гирлі каналу, в село Вознесеньє, встановлено пам'ятник з відкриття каналу.
Канал втратив своє значення по реконструкції Маріїнської водної системи і перетворення її у Волго-Балтійський водний шлях Онезький канал було реконструйовано і він в змозі наразі приймати судна з середньою осадкою, але не використовується для регулярного судноплавства.
Дві річки, Вожерокса і Ошта, притоки Онезького озера, перетинають канал За 38 км від Витегри, канал перетинає Мегорське озеро, велике прісноводне озеро. Існує слабка течія в каналі в напрямку Свірі